# برونو جيرفيه
برونو جيرفيه (بالإنجليزية: Bruno Gervais)‏ (و. 1984  م) هو لاعب هوكي الجليد كندي، ولد في لونغوي، مركز لعبه هو مدافع ‏.
.

## روابط خارجية
- برونو جيرفيه على موقع دوري الهوكي الوطني (الإنجليزية)
- برونو جيرفيه على موقع قاعة مشاهير الهوكي (لاعب أن.إتش.أل) (الإنجليزية)
- برونو جيرفيه على موقع EliteProspects.com (الإنجليزية)
- برونو جيرفيه على موقع Eurohockey.com (الإنجليزية)
- برونو جيرفيه على موقع HockeyDB.com (الإنجليزية)
- برونو جيرفيه على موقع Hockey-Reference.com (الإنجليزية)